# Брусовской сельсовет
Брусовской сельсовет — упразднённое в 2010 году муниципальное образование со статусом сельского поселения в Поныровском районе Курской области Российской Федерации.
Административный центр — село Брусовое. Населённые пункты упразднённого Брусовского сельсовета вошли в состав Возовского сельсовета.

## История
Статус и границы сельсовета установлены Законом Курской области от 21 октября 2004 года № 48-ЗКО «О муниципальных образованиях Курской области».
Законом Курской области от 26 апреля 2010 года № 26-ЗКО, были преобразованы путём объединения, не влекущего изменения границ иных муниципальных образований, граничащие между собой муниципальные образования:
Возовский сельсовет и Брусовской сельсовет в Возовский сельсовет.

## Состав сельского поселения
| № | Населённый пункт | Тип населённого пункта       | Население |
| - | ---------------- | ---------------------------- | --------- |
| 1 | Брусовое         | село, административный центр | ↘421      |
| 2 | Тифинское        | село                         | 164       |